# ФК Нови Пазар
„Нови Пазар“ (на сръбски: Фудбалски клуб Hови Пазар е сръбски футболен клуб от Нови Пазар. Участва в Сръбска суперлига. През сезон 2015/16 завършва на 14 място. Домакинските си мачове играе на стадион „Градски“, с вместимост 16 000 зрители.

## История
Клубът е основан през 1928 година. Първо се е наричал „Санджак“, а после „Дежева“. След това – „ФК Дежева“ и „ФК Руси“ и чак след това отборът се преименува на „ФК Нови Пазар“. В период на съществуването на Югославия, Нови Пазар играе във втора лига.
През сезон 2010/11 отбора заема 3-то място в Първа лига на Сърбия, но след отказа на отбора на „БАСК (Белград)“, който става шампион на Първа лига, да играе в Суперлигата, било прието решение, че мястото му ще заеме Нови Пазар. Два сезона подред клубът остава на 14 място в суперлигата и играе плейоф за оставане. И в двата случая-успешно.